# 哈默巴赫河
51°15′37″N 6°26′12″E / 51.260413°N 6.436617°E

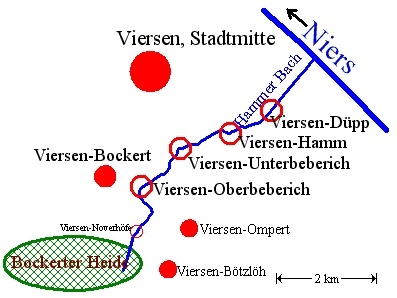

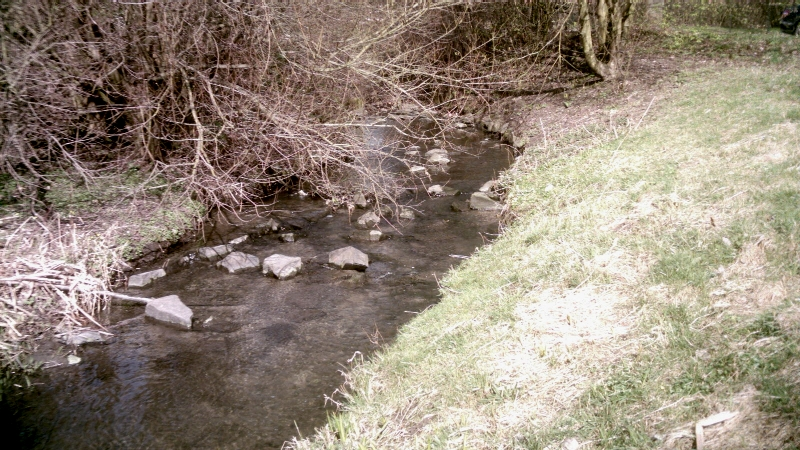

哈默巴赫河（德語：Hammer Bach），是德國的河流，位於該國西部，處於北萊茵-威斯特法倫州，屬於尼爾斯河的支流，河道全長6.7公里，流域面積13.8平方公里。